# Vittorio Gelmetti
Vittorio Gelmetti (Milano, 25 aprile 1926 – Firenze, 4 febbraio 1992) è stato un compositore italiano.

## Biografia
Romano di adozione, perviene alla composizione in età adulta, da autodidatta. Percorre un iter di apprendistato sotto il segno di Béla Bartók, Anton Webern e dell'ultimo Stravinskij. Nel 1959, anno decisivo per il suo orientamento compositivo, frequenta anche un corso di direzione d'orchestra presso l'Accademia Chigiana in Siena.
Attratto dall'esperienza della musica elettronica, ospite dapprima della Discoteca di Stato, lo troviamo presso il Laboratorio di Elettroacustica dell'Istituto Superiore delle Poste e Telecomunicazioni dove, grazie all'assistenza del direttore, realizza alcune delle sue opere più importanti, tra cui "Treni d'onda a modulazione di intensità" (1963).
Lavora poi nello Studio S2FM a Firenze ("Nous irons à Tahiti" - 1965 e "Intersezioni II e III in memoria di Edgar Varese" - 1965). Dirige a Roma nel 1967 la 1a assoluta di "Organum quadruplum" e l'anno successivo approda al teatro musicale con "La descrittione del Gran Paese" (1968) su testi di Edoardo Sanguineti (Palermo 4ª Settimana di Nuova Musica).
Nel 1969 è a Varsavia dove realizza presso lo Studio Sperimentale della Radio Polacca "L'opera abbandonata tace e volge la sua cavità verso l'esterno", composizione che chiude il "periodo elettronico" di Gelmetti. Da allora usa spesso il nastro magnetico ma sempre insieme a strumenti musicali tradizionali, come elemento di pari peso. Il periodo successivo è caratterizzato da un crescente interesse per la memoria come sostrato di ogni possibile cultura, consapevolezza e comunicabilità. A questa fase della "musica fabbricata con la musica" usando "brandelli di discorsi musicali e macerie di architetture sonore" (definizioni dello stesso Gelmetti), appartengono opere come "Modus sonandi" (1974), "Alzare le gru ad alta voce" (1975), il ciclo "Per Adrian" (1976-78), nonché "Eine kleine K music" eseguito dall'autore al 23º "Autunno di Varsavia" (1979) ed anche scelto più tardi come testimonianza della musica contemporanea alla Manifestazione triestina per il bicentenario mozartiano (26-28 gennaio 1991).
Sono degli anni ottanta "That is" per flauti e percussione (1980), "Apocryphe" per chitarra e piccola orchestra (1980), "Marta" per percussione e nastro (1980/81), "Luigi" per violoncello (1981), "Come d'autunno - sonata a cinque" (1983), "Apocryphe, quaderno secondo" per pianoforte e ottoni scritto su invito di "Nuova Consonanza" per i festeggiamenti dell'ottantesimo anniversario di Petrassi (1983), l'opera in due atti "Apocrifo, ovvero..." su testi di Sarenco e Eugenio Miccini (1988), di cui sono stati presentati in varie occasioni alcuni estratti.
Nel 1990 viene eseguita in prima assoluta, durante il Festival "'900 Musica a Trento", la musica teatrale "Guernica", scritta su commissione del Theater des Augenblicks di Vienna. Le ultime composizioni di Gelmetti sono: "Brindisi di San Silvestro" per coro maschile su testo di Ariodante Marianni (1990) e il pezzo incompiuto"A futura memoria - gioco a 6" (1990/91).
All'attività compositiva Gelmetti ha sempre affiancato un'intensa attività critica e di diffusione della musica, contemporanea e non. È stato membro dello staff editoriale della Rivista "Marcatré" (Lerici Ed.) e collaboratore di "Cinema Nuovo" (Ed. Dedalo); ha realizzato per la Rai TV il ciclo di educazione musicale "Tutto è musica" (1980) di cui la ERI ha pubblicato l'omonimo libro; nelle edizioni "Parole Gelate" è uscita nel 1984 "Nostagia d'Europa", intervista fatta a Gelmetti da Francesco Moscardelli.
Vittorio Gelmetti è autore di varie colonne sonore tra cui Il deserto rosso di Michelangelo Antonioni, Sotto il segno dello scorpione dei Fratelli Taviani, Cento giorni a Palermo di Ferrara (Premio SIAE "La colonna sonora dell'anno" per l'anno europeo della musica 1985). Ha scritto moltissime musiche per spettacoli teatrali (per il Teatro Stabile dell'Aquila, per il Teatro delle Moline di Bologna ed altri) e radiofonici (tra questi "Le ballate di Anticrate" di Aldo Braibanti). Per la televisione va ricordata la sua collaborazione con Carmelo Bene ("Quattro modi diversi di morire in versi" - poesie di Blok, Pasternak, Esienin e Majakowski - 1977) e musiche per "Finale di partita" di Beckett (1977).
Docente al Centro Sperimentale di Cinematografia di Roma, presente a numerosi festivals internazionali (Palermo, Oslo, Varsavia, New York, Mexico City), Vittorio Gelmetti occupa tuttavia un luogo appartato, lontano dalle mode della musica; era "noto ma sospetto" come lo descrisse una volta Corrado Costa, gradito agli ascoltatori, soprattutto giovani, ma spesso non altrettanto alla critica.
Muore il 4 febbraio 1992 a casa di amici a Firenze dove viene sepolto al cimitero di Trespiano.
Lascia la vedova Nelly Kamilla Gorska e le tre figlie Paola, Alessandra e Vittoria avute dalla prima moglie.

## Opere

### Composizioni
- 1954 - "Divertimento", per archi e pianoforte
- 1957 - "Sinfonia", per archi, ottoni e percussioni
- 1957 - "Musica per strumenti ad arco"; prima esecuzione: 20.12..'48, RAI Radio
- 1957 "4 Poesie di Garcia Lorca", per voce ed orchestra
- 1958 - "Misure I", per nastro magnetico; prima esecuzione: 23.05.'59 alla Discoteca di Stato, Roma
- 1958 - "5 Canti", per voce e 3 strumenti
- 1958 "Jeyx de Structures", per archi, 2 pianoforti e percussioni; dedicata a C. Franci
- 1959 - "Misure II", per 2 pianoforti; prima esecuzione: 06.07.'65, RAI Radio, Pianoforte: Eliana Mazzeddu
- 1959 - "Requiem di Luglio", per orchestra (incompiuta)
- 1961 - "Luoghi sonori", 5 ipotesi per clarinetto e pianoforte
- 1961 "2 Studi: Varianze II, Tensioni", per nastro magnetico; prima esecuzione: 23.06.'61, Teatro Caio Melisso, Spoleto (IV Festival dei Due Mondi). Realizzate nello Studio di Fonologia dell'Istituto Superiore delle Poste e Telecomunicazioni in Roma
- 1962 - "Tensione", per 3 ballerini; prima esecuzione: 31.06.'62, Teatro Carignano, Torino, Gruppo di Danza di Torino diretto da Sara Acquarone
- 1963 - "Treni d'onda a modulazione d'intensita", per nastro magnetico; prima esecuzione: 22.09.'63, RAI Radio 3; 21.05.'65 durante i concerti di "Marcatré" da Feltrinelli, Roma. Realizzato nel Laboratorio di Elettroacustica dell'Istituto Superiore delle Poste e Telecomunicazioni in Roma.
- 1964 - "Modulazioni per Michelangiolo", per nastro magnetico; composto su commissione del Comitato per le Onoranze a Michelangiolo Buonarroti nel 4º centenario della morte. Dal 18.02.'64 ascolto continuo durante la mostra; il 04.05.'65 eseguito come balletto a Parigi, Teatro Vieux-Colombier; esecutori: Roger Ribes et groupe; coreografia: Jerome Andrews. Il pezzo è stato realizzato nel Laboratorio di Elettroacustica dell'Istituto Superiore delle Poste e Telecomunicazioni in Roma.
- 1965 - "Intersezioni", per orchestra (incompiuta)
- 1965 - "Intersezioni II e III in memoria di Edgar Varese", per voce e nastro magnetico, prima esecuzione: 26.05.'66, RAI Radio 3, voce: Michiko Hirayama.
- 1965 - "Nous irons a Tahiti", collage per nastro magnetico; 08.04.'65, Libreria Feltrinelli, Roma (concerti del "Marcatré"). Realizzata nello Studio S2FM a Firenze.
- 1967 - "Prossimamente", per nastro, voce recitante e azione; prima esecuzione: 23 e 24.01.'67 durante i Concerti di "Marcatré" nel Teatro dei Satiri a Roma. Con i pacchi di Gianfranco Baruchello distribuiti da Tony de Mitri e Dario Comisso, abbigliati da Luciano Franzoni.
- 1967 - "Organum quadruplum - Questo e il gatto con gli stivali", per coro, organo e nastro magnetico; prima esecuzione: 01.03.'67, St. Pauls American Church, Roma (concerti del "Marcatré").
- 1967 - "Traumdeutung", per 4 voci amplificati e nastro magnetico; testo di Edoardo Sanguineti; prima esecuzione: 10.09.'67, Musee Rath, Ginevra.
- 1968 - "La descrittione del Gran Paese", short per soprano, strumenti, nastro magnetico e 2 juke box; testo: Edoardo Sanguineti; film: Magdalo Mussio; prima esecuzione: 27.12.'68, Teatro Biondo, Palermo (IV Settimana di Nuova Musica), soprano: C. Plantamura; flauto: A. Faja; violino: Massimo Coen; violoncello: L. Lanzillotta; pianoforte e percussioni: Vittorio Gelmetti.
- 1969 - "L'Opera abbandonata tace e volge la sua cavita verso l'esterno", per nastro magnetico; prima esecuzione: 18.11.'69. Realizzata presso lo Studio Sperimentale della Radio Polacca a Varsavia.
- 1970 - "Farfisa la bizzarra - Explanation 70", per Farfisa (organo elettronico); prima esecuzione: 25.09.'70, Cancello (night), Biella
- 1972 - "Karawane", azione musicale per voci, coro misto, flauto, organo, nastro magnetico, oggetti e pubblico; testo: Hugo Ball; prima esecuzione: 20.04.'72, Circo Martini, Palermo (Incontroazioni 72)
- 1973 - "All right", per flauto, oboe, clarinetto, cornamusa, fagotto, tromba, contrabbasso; prima esecuzione: 28.05.'72, Beat 72, Roma (III Rassegna di Musica Contemporanea)
- 1973 - "Attraverso", per 2 esecutori; prima esecuzione: 26.02.'73, Beat 72, Roma, pianoforte: Vittorio Gelmetti e A. Neri.
- 1973 - "Quand meme", composizione scenica per soprano, voce recitata, percussioni, organo e alcuni attori; testo: S. Witkiewicz; prima esecuzione: 18.04.'73, Auditorio del Gruppo Lepetit, Milano, percussioni e organo: Vittorio Gelmetti; soprano: C. Plantamura; voce: Nelly Gorska.
- 1973 - "Dura Mors", per 3 flauti, clavicembalo, percussioni. In memoria dei "Solisti di Torino", prima esecuzione: 22.09.'73, Centro Culturale S. Vito, Piossasco
- 1974 - "Impromptu", per pianoforte e organo elettronico; prima esecuzione: 12.02.'74, Auditorio, L'Aquila, pianoforte: A. Neri; organo elettronico: Vittorio Gelmetti
- 1974 - "Dadaddio" per voci e strumenti; prima esecuzione: 13.05.'74, Il Politecnico, Roma, Quartetto "Nuova Musica", attori: Gianni Pulone, O. Rotundi; pianoforte: A. Neri
- 1975 - "Come se", per flauto, clarinetto 2 trombe, tromba, percussioni, archi; dedicata agli amici del "Toscanini", prima esecuzione: 27.05.'75, Circolo "Toscanini", Torino, pianoforte e direzione: Vittorio Gelmetti
- 1975 - "Modus sonandi", trio per flauti, fagotto e pianoforte; prima esecuzione: 23.01.'77, Conservatorio F.E. Dall'Abaco, Verona, Gruppo "Nuova Dimensione"
- 1976 - "Per Adrian", per synth, tastiere (organo e pianoforte) e percussioni; prima esecuzione: 23.02.'76, Beat 72, Roma, Synth: Enore Zaffiri; tastiere e percussioni: Vittorio Gelmetti
- 1976 - "Alzare le gru ad alta voce", per 1 o 2 voci femminili, flauto, violino, pianoforte, percussioni, synth; testi: Corrado Costa; prima esecuzione: 29.11.'76, Beat 72, Roma (Festa-Concerto per i 50 anni di Vittorio Gelmetti), soprano: Ellen Kappel; flauto: A. Semolini; pianoforte: A. Neri; violino: Massimo Coen; percussioni: G. Battistelli; synth: Enore Zaffiri
- 1977 - "Explanation Area", per 4-5 esecutori; dedicata agli amici di "Antidogma"; prima esecuzione: dicembre 1977, Radio RAI
- 1977 - "Et voila l'hymne autentique", per flauti, fagotto, pianoforte, chimes; dedicata agli amici di "Nuova Dimensione"; prima esecuzione: 21.02.'77, Beat 72, Gruppo "Nuova Dimensione"
- 1978 - "Per Adrian" - libro II, per viola e nastro; dedicata a F. Anselmo; prima esecuzione: 1978, Teatro in Trastevere, Roma, viola: F. Anselmo
- 1979 - "Talassa Lieder", per 3 (flauti e viola da gamba) e nastro magnetico; prima esecuzione: luglio 1979, la spiaggia di Trapet, flauti: M.C. Jorqueral Jarmillo; viola da gamba: H. Orellana Quiror
- 1979 - "Eine kleine K Music", per pianoforte e nastro magnetico; prima esecuzione: 22.09.1979, La Scuola Superiore di Musica, Varsavia XXIII Festival "Autunno di Varsavia", pianoforte: Vittorio Gelmetti *
- 1980 - "That is", per flauti e percussioni; dedicata "Ai miei amici Angelo Persichilli e Adolf Neumayer"; prima esecuzione: 20.02.1981, Auditorio RAI, Roma (Concerti di "Nuova Consonanza"), percussioni: G. Battistelli
- 1980 - "Luigi", per violoncello; dedicata a Luigi Lanzillotta; prima esecuzione: 09.10.1981, Auditorio RAI, Roma, violoncello: L. Lanzillotta
- 1982 "Ieri", su musiche di Joplin e Satie, per pianoforte, violino, violoncello; prima esecuzione: 19.09.198, Aprilia, musicisti del "Quintetto Strumentale"
- 1983 "Come d'autunno", sonata a cinque, per flauto, arpa, violino, viola, violoncello; dedicata ai giovani amici del "Quintetto Strumentale di Roma"; prima esecuzione: 05.04.'84, Basilica S. Maria in Montesano, Roma, "Quintetto Strumentale di Roma"
- 1983 - "Apocryphe, quaderno secondo", per pianoforte e ottoni, dedicato a Goffredo Petrassi; prima esecuzione: 30.11.'83, Auditorio RAI, Roma (concerto di "Nuova Consonanza" per l'80º Anniversario di Petrassi), gruppo strumentale "Musica Oggi" diretto da A. Faja; pianoforte: V. De Vita
- 1984 - "Sonatina per Roberto", per violoncello; scritta per Roberto Soldatini
- 1986 - "Empatie", per nastro magnetico; prima esecuzione: 15.05.'86, Galleria Giulia, Roma, durante la mostra di Luigi Boille
- 1987 - "Canzona, detta La Vicentina", per ottoni; prima esecuzione: 22.06.'87, Vicenza (sigla di "Music in Film Fest)
- 1988 - "Apocrifo, ovvero", opera in 2 atti; testi: Sarenco e Eugenio Miccini; prima esecuzione aria, ballata, finale: 17.11.'89, Galleria d'Arte Moderna, Verona; soprano: L. Castellani; mezzo soprano: Ellen Kappel; fisarmonica: G. Mazzocchetti; prima esecuzione Frottola "Prendete un giornale": 00.09.'89, Teatro Out Off, Milano, Complesso vocale "Tens Clar" diretto da M. Privitera
- 1988 - "Fisa", per fisarmonica e nastro magnetico; dedicata a Germano Mazzocchetti; prima esecuzione; 08.07.'89, "Domus Jani", Illasi, fisarmonica: Germano Mazzocchetti
- 1988 "Misure III", studio da concerto, per strumenti antichi; dedicata a Giovanni Ambrosini; prima esecuzione: 16.09.'89, Viterbo (in occasione della mostra di G. Ambrosini)
- 1989 - "Banda mia bella banda", per banda; scritta per l'inaugurazione della "Domus Jani" a Illasi (che poi non ebbe luogo)
- 1990 - "Guernica", per 9 esecutori; scritta per un'azione del "Theater des Augenblich" di Vienna; prima esecuzione: 25.10.'90, Auditoriun S.Chiara, Trento (durante l'"Interfestival Musica '900")
- 1991 - "Brindisi di San Silvestro", per coro maschile; testo: A. Marianni; dedicata "Ad Alexander" (Rojc)
- 1991 - "A futura memoria", gioco a 6, per flauto, clarinetto, fagotto, pianoforte, chitarra, violoncello;(incompiuta)

### Colonne Sonore
1964
- "Terezin" di Carlo di Carlo (documentario)
- "Il deserto rosso" regia di Michelangelo Antonioni (composizioni elettroniche)

1965
- "Living and Glorious" regia di Alfredo Leonardi

1966
- "A mosca cieca" regia di Romano Scavolini
- "Nero su bianco" regia di Tinto Brass
- "L'urlo" regia di Camillo Bazzoni

1967
- "Hermitage" di Carmelo Bene
- "La tana" regia di Luigi Di Gianni (cortometraggio)
- "Organum Multiplum" regia di Alfredo Leonardi (cortometraggio)

1969
- "La sua giornata di gloria" regia di Edoardo Bruno
- "Sotto il segno dello scorpione" regia di Paolo e Vittorio Taviani
- "Sierra maestra" regia di Ansano Giannarelli

1970
- "Come ti chiami, amore mio?" di Umberto Silva
- "Il sasso in bocca" regia di Giuseppe Ferrara

1971
- "Ragioniamo con il cervello" regia di Ansano Giannarelli

1972
- "La guerra di Otto Dix" regia di Giorgio Treves (documentario)

1973
- "TADS 1001" regia di Giorgio Treves (documentario)
- "Non ho tempo" regia di Ansano Giannarelli (per la TV)

1975
- "...e di Shaúl e dei sicari sulle vie da Damasco e..." regia di Gianni Toti

1976
- "Uomini della scienza" regia di Ansano Giannarelli (per la TV)
- "L'ipotesi sulla condanna dello scienziato Antoine Lauren Lavoisier"regia di Ansano Giannarelli (per la TV)
- "Il sogno di D'Ambert" regia di Antonio Vergine (per la TV)

1979
- "Céline" di Eugenio Rizzi e Roberto Perpignani (per la TV)

1981
- "Un'eredità difficile" regia di Aldo e Antonio Vergine (per la TV)

1983
- "Poli Mirabilia" di Giorgio Bandini e Ambrogio Fogar, musiche originali di Vittorio Gelmetti, 26/01/1984 Radio 1.

1984
- "Cento giorni a Palermo" regia di Giuseppe Ferrara (Premio colonne sonore SIAE, Venezia 1985)

1987
- "Angelus Novus" regia di Pasquale Misurarca
- "Silos lontani" regia di Luigi Galli
- "Bachi da seta" regia di Gilberto Visentin

1988
- "Pagana" di Sarenco

1990
- "Safari" di Sarenco

### Musiche per spettacoli teatrali (elenco incompleto)
1961
- "Il matrimonio del Signor Mississippi" di Friedrich Dürrenmatt; regia: Alessandro Fersen; prima rappresentazione: 31.01.'61, Teatro Mercadante, Napoli - Compagnia Italiana di Prosa del Teatro Stabile di Napoli

1965
- "Giuoco con la scimmia" di E. Filipini, "I sigari di Juppiter" di G.Lombardi, "I furfanti" di G. Testa; regia di Carlo Quartucci; prima rappresentazione: 03.09.'65, Teatro Biondo, Palermo (V Settimana Internazionale Nuova Musica) - Compagnia del Teatro della Ripresa

1966
- "Il rosa e il nero" di Carmelo Bene

1968
- "Spettacolo-Concerto di Carmelo Bene e Vittorio Gelmetti"; prima rappresentazione: marzo 1968, Teatro Regio, Parma *Spettacolo-concerto Majakovskij
- "Vengo da un paese che non c'è ancora" da poesie dell'Angola e del Mozambico tradotte da J.Liessu; regia: Mario Prosperi; prima rappresentazione: 04.03.'68, Teatro Valle, Roma
- "Un debito pagato" di J.Osborne; regia: Luigi Durissi; prima rappresentazione: novembre 1968, Teatro Olimpico, Vicenza - Compagnia del Teatro Stabile Abruzzese

1969
- "Santa Maria dei battuti" di F.Cuomo e M.Boggia; regia: autori; prima rappresentazione: marzo 1969, Teatro Tordinona, Roma

1974
- "La cena delle beffe" di Sem Benelli; regia: Carmelo Bene; prima rappresentazione: gennaio 1974, Teatro Stabile Abruzzese
- "Il paese lontano" di S.Rossi; regia: Sandro Rossi; prima rappresentazione: estate 1974, Bari (Festival dell'Unità)
- "L'Aminta" di T. Tasso; regia: Giancarlo Cobelli; prima rappresentazione: aprile 1974, Teatro Stabile Abruzzese

1975
- "Felina" di Alberto Gozzi; regia: Alberto Gozzi; prima rappresentazione 08.07.'75, Teatrino delle sei, Spoleto (XVIII Festival dei Due Mondi)
- "Casa Mozart", otto momenti musicali di Vittorio Gelmetti su testi di Alberto Gozzi; regia: Vittorio Gelmetti; prima rappresentazione: 1975, Teatro Celestino, L'Aquila
- "El Cid"; regia: Giancarlo Cobelli e Alessandro Giupponi; prima rappresentazione: 1975, Teatro Stabile Abruzzese
- "Teodora" di L.Quartucci; regia: Andrea Camilleri; prima rappresentazione: ottobre 1975, Teatro Tordinona, Roma

1977
- "A piacer vostro" di Shakespeare; regia: Antonio Calenda; prima rappresentazione: aprile 1977, Teatro Stabile Abruzzese
- "Bertrand de Born" di L.Lunc; regia: Gianni Pulone; prima rappresentazione: 22.11.'77, Teatro Abaco, Roma

1978
- "Felicitas" di M.Prosperi; regia. Augusto Zucchi; prima rappresentazione: marzo 1978, Teatro in Trastevere, Roma (Rassegna Autori Italiani 77/78)

1979
- "La vera vita di..." azione teatrale di Beno Mazzone; regia: Beno Mazzone; prima rappresentazione: 06.04'79, Palermo("Incontroazione '79") - Gruppo Teatro Libero di Palermo

1980
- "Operetta" di W.Gombrowicz; regia: Antonio Calenda; prima rappresentazione: novembre 1980, Teatro Valle, Roma - Compagnia del Teatro Stabile Abruzzese

1981
- "Pentesilea-Kleist" di H. von Kleist; regia: Carlo Quartucci; prima rappresentazione: 23-25.04.'81, Teatro Nicolini, Firenze (Rassegna Internazionale Teatri Stabili)
- "La camera oscura ovvero mille e una notte" di Luigi Gozzi; regia: Luigi Gozzi; prima rappresentazione: 22.07.'81, Cortile di Palazzo Bentivoglio, Bologna - Compagnia Teatro Nuova Edizione e Teatro delle Moline

1982
- "Memorie labili" di Luigi Gozzi (da "Memoires" di Goldoni); regia: Luigi Gozzi; prima rappresentazione: 20.07.'82, Teatro delle Moline, Bologna -
- "La casa dei ferrovieri" di M.Garauti; regia: Luigi Gozzi; prima rappresentazione: 1982, Teatro Fanima, S.Giovanni in Persiceto - Compagnia Teatro Nuova Edizione e Teatro delle Moline
- "Cavalieri senza patria" di A.Behn; regia: Ugo Gregoretti; prima rappresentazione: 18.03.'82, Teatro Aurora, Roma - Compagnia di Prosa "Cerchi di Gesso" (musica composta insieme a Germano Mazzocchetti)

1983
- "Frankenstein" di U.Leonzio; regia: Ida Basinger; prima rappresentazione: 1983 o 1984, Teatro Stabile Abruzzese
- "Baudelaire" di Claudio Carini - Perugia - 2 Poli Mirabili

1984
- "Faust di Copenaghen", adattamento di E.Paglierani; regia: Luigi Gozzi; prima rappresentazione: 01.09.'84, Teatro Flaiano, Roma - Compagnia Teatro Nuova Edizione e Teatro delle Moline *

1985
- "Le bateu frele" di A.Rimbaud; traduzione e adattamento teatrale di Sergio Ragni; prima rappresentazione: 01.02.'85, Rocca Paolina, Perugia - attore: Claudio Carini
- "Minestra" di Luigi Gozzi; (sulla cucina di P.Artusi); regia: Luigi Gozzi; prima rappresentazione: dicembre 1985, Teatro delle Moline, Bologna
- "Voyzek" di G. Frigerio; regia: Gustavo Frigerio; prima rappresentazione: 10.04.'85, Teatrocirco Spaziozero

1986
- "Il buco" (Das Loh) di A. von Arnim; regia: Gianni Pulone; prima rappresentazione: aprile 1986, Teatro TSD, Roma